# Ада (роман)
«Ада, або Ардор: Сімейна хроніка» (англ. Ada or Ardor: A Family Chronicle) — роман у жанрі альтернативна історія американського письменника російського походження Володимира Набокова, опублікований у США 1969 року видавництвом McGraw-Hill. Написаний в розпал холодної війни. У романі також використовуються російська та французькі мови.

## Сюжет
У центрі сюжету кохання Вана та Ади з 12 років й до старості що є, вочевидь, інцестом, оскільки вони брат і сестра, хоч і не офіційно. Текст роману насичений складними перехресними й зовнішніми посиланнями.
Власне події, описані в романі, відбувається не на Землі, а на Анти-Террі (антиподі-аналогу Землі), де ходять чутки про існування Терри. Всі країни знаходяться не там, де на Землі («Террі»), а електрику заборонено, навіть називати її слід: «алабир». Телефон працює на воді, тому замість «алло» кажуть «до води» (гра слів: у французькій мові «allô!» І «à l'eau» звучать однаково).
На планеті керують англомовні нації: східною півкулею — Британська імперія, західною — якась Естотія, синтез Росії і США. Виправлення до роману від самого автора говорить, що Естотія зроблена за легендами про Естотію-Естотіландію, де живуть дуже розумні люди, а сама вона знаходиться на півострові Лабрадор. Частина території, насправді належала СРСР, зайнята Золотою Ордою, яка відокремлена від решти світу «Золотою завісою» (алюзія до «залізної завіси»). Населення Золотої Орди — татари, її союзник — Китай. Російсько-англо-саксонський світ веде проти неї т. зв. «Другу кримську війну».
Ван за маренням психів створює роман про невідому Землі, де є фашизм, але немає Золотої орди. Цей твір по суті є твором того ж жанру, що й сама «Ада» — альтернативної історії.
Власне сюжет — довга сімейна сага, яка оповідає про життя Вана й Ади. «Заборонене» кохання, яке виникло буквально в дитячому віці, пройшло червоною ниткою через усе життя. Тисячі причин — зовнішніх та внутрішніх — перешкоджають тому, щоб брат і сестра змогли жити разом та кохати один одного. І тільки до пізньої старості Ван та Ада знаходять один одного.

## Приклад складної алюзії в романі
Звучить пісня «неповторного генія»:
Nadezhda, then I shall be back, 

when the true batch outboys the riot.
Переклад майже позбавлений сенсу, щось на кшталт: Надія, я повернуся, коли люди істинного сорту будуть численншимиі, ніж бунтівники. Але насправді, фонетично передається відомий текст Булата Окуджави:
true batch outboys the riot = трубач отбой сыграет (трубач відбій відіграє).

## Впливи
- «Ардіс» — назва маєтку, в якому пройшло дитинство Ади, — було використано Карлом Проффер для назви свого видавництва, де були вперше видані російською багато англомовних романів В. Набокова та перевидані російськомовні твори, які не перевидавалася з довоєнних часів.
- Також назва маєтку, як й ім'я героїні, запозичив Ден Сіммонс в романі «Іліон».